# Turkmenistán na Letních olympijských hrách 2008
Turkmenistán na Letních olympijských hrách 2008 v Pekingu reprezentovalo 10 sportovců z toho 6 mužů a 4 ženy. Reprezentanti nevybojovali žádnou medaili.